# Oscar Björck
Oscar Gustaf Björck (nacido el 15 de enero de 1860 en Estocolmo , murió el 5 de diciembre de 1929 ) fue un pintor sueco.
Fue alumno de Edvard Perséus y en la academia, donde fue condecorado con la Medalla Real en 1882. En 1883, Björck recibió una beca de viaje. Pasó el invierno de 1883-84 en París. El invierno siguiente, fue a Múnich donde pintó algunos retratos, incluida una pintura de cuerpo entero de su esposa. En la primavera de 1885, se mudó a Venecia y, en el otoño, a Roma donde pintó el gran retrato de _Susanna_ ( Museo de Arte de Gotemburgo ) y Romerska smeder (Herreros Romanos) ( Washington National Gallery of Art , Washington). En 1887, completó una serie de pinturas, incluyendo la  _Veneziansk saluhall_ (salón veneciano) ( Museo Nacional de Suecia) y Lördagsmässa i Markuskyrkan (la misa del sábado en la iglesia de San Marcos).

## Galería

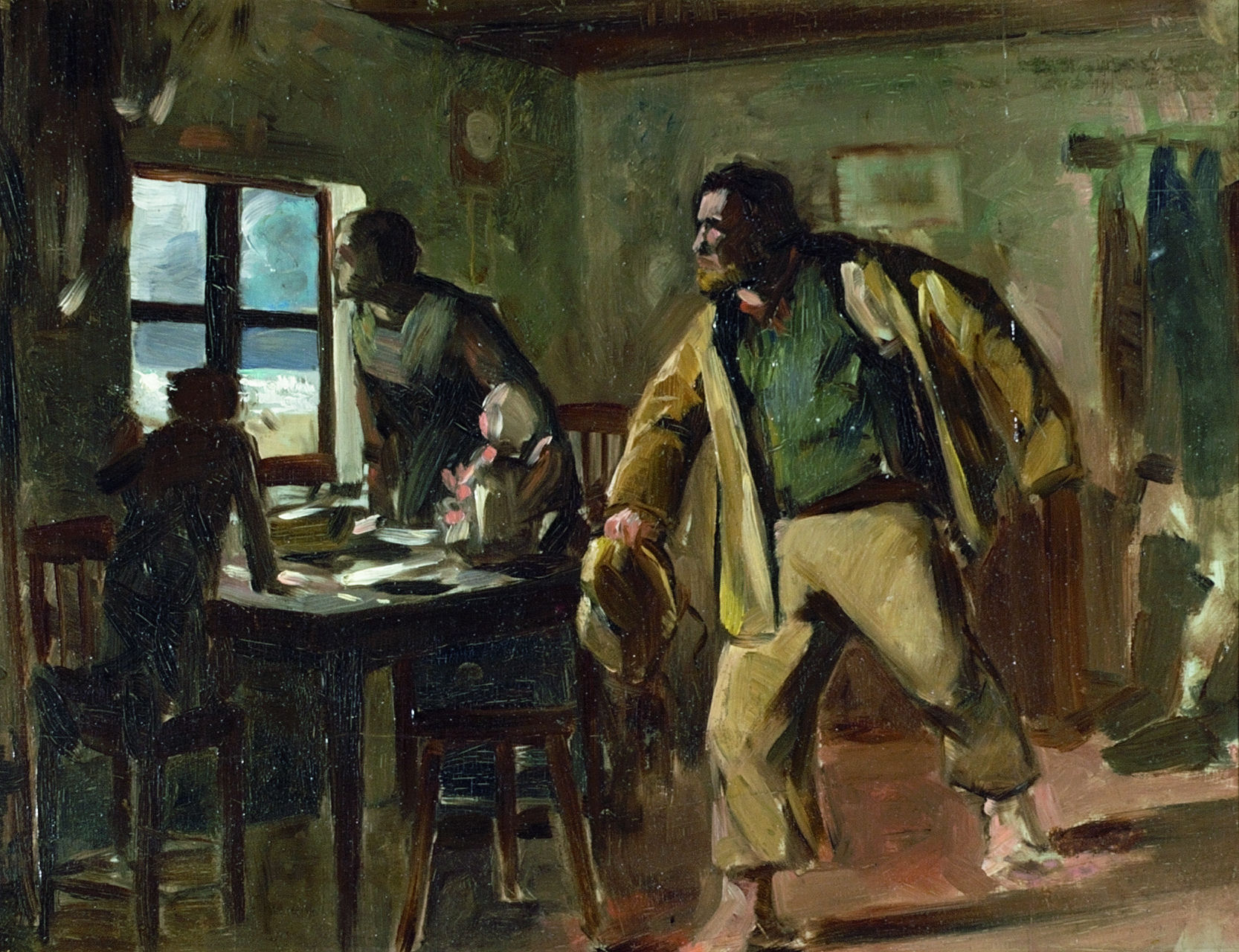
Señal de angustia (1883)
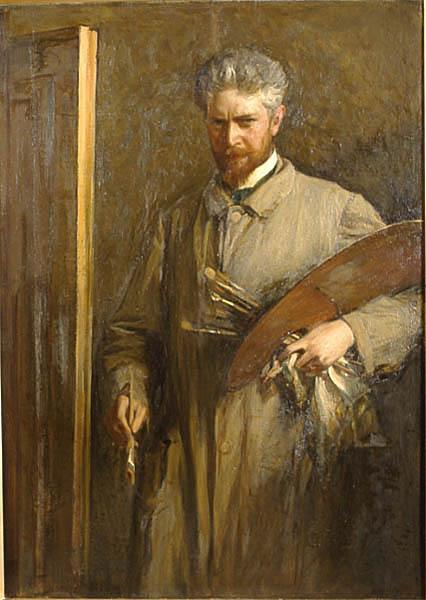
Autorretrato (1903)
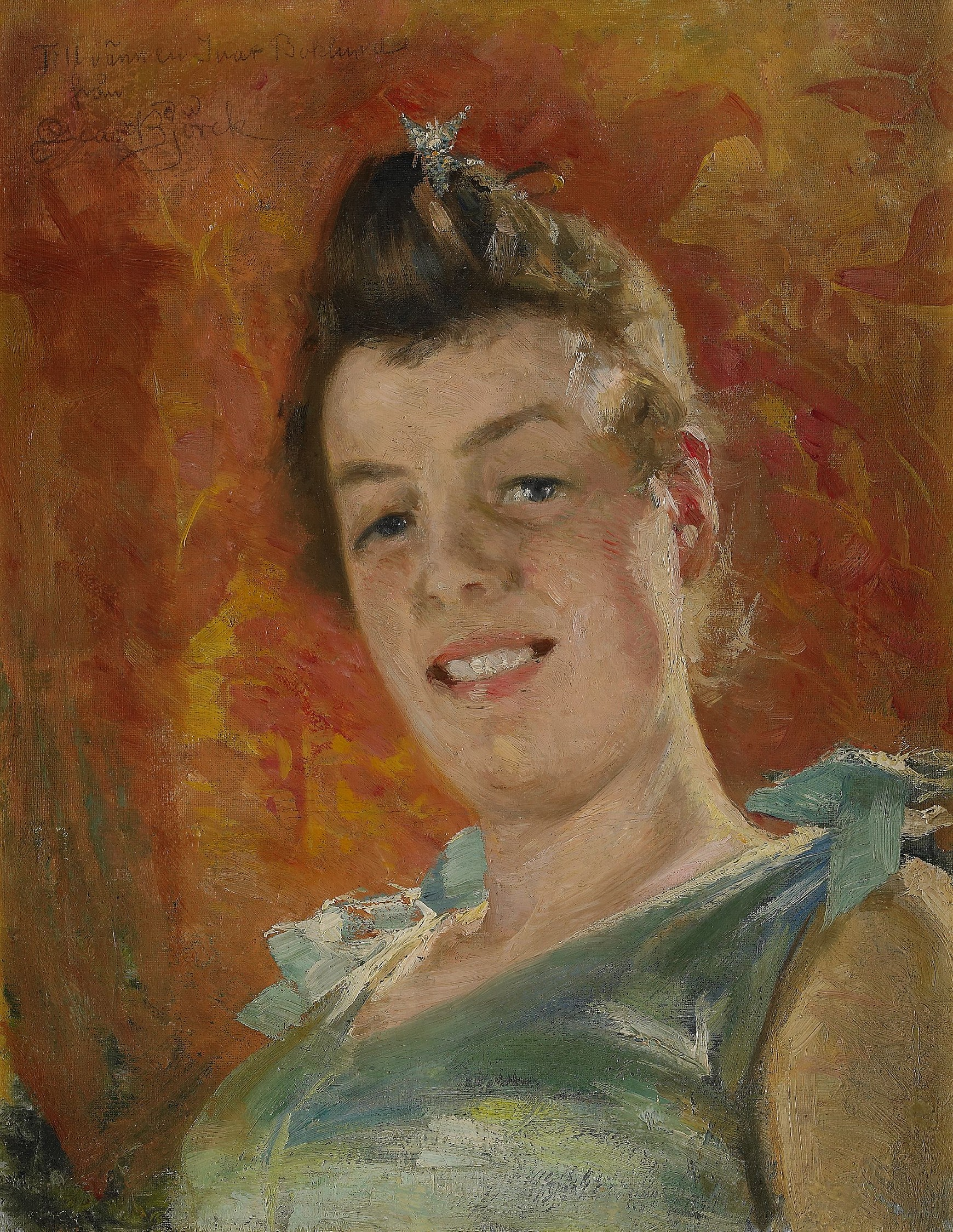
Retrato de una mujer
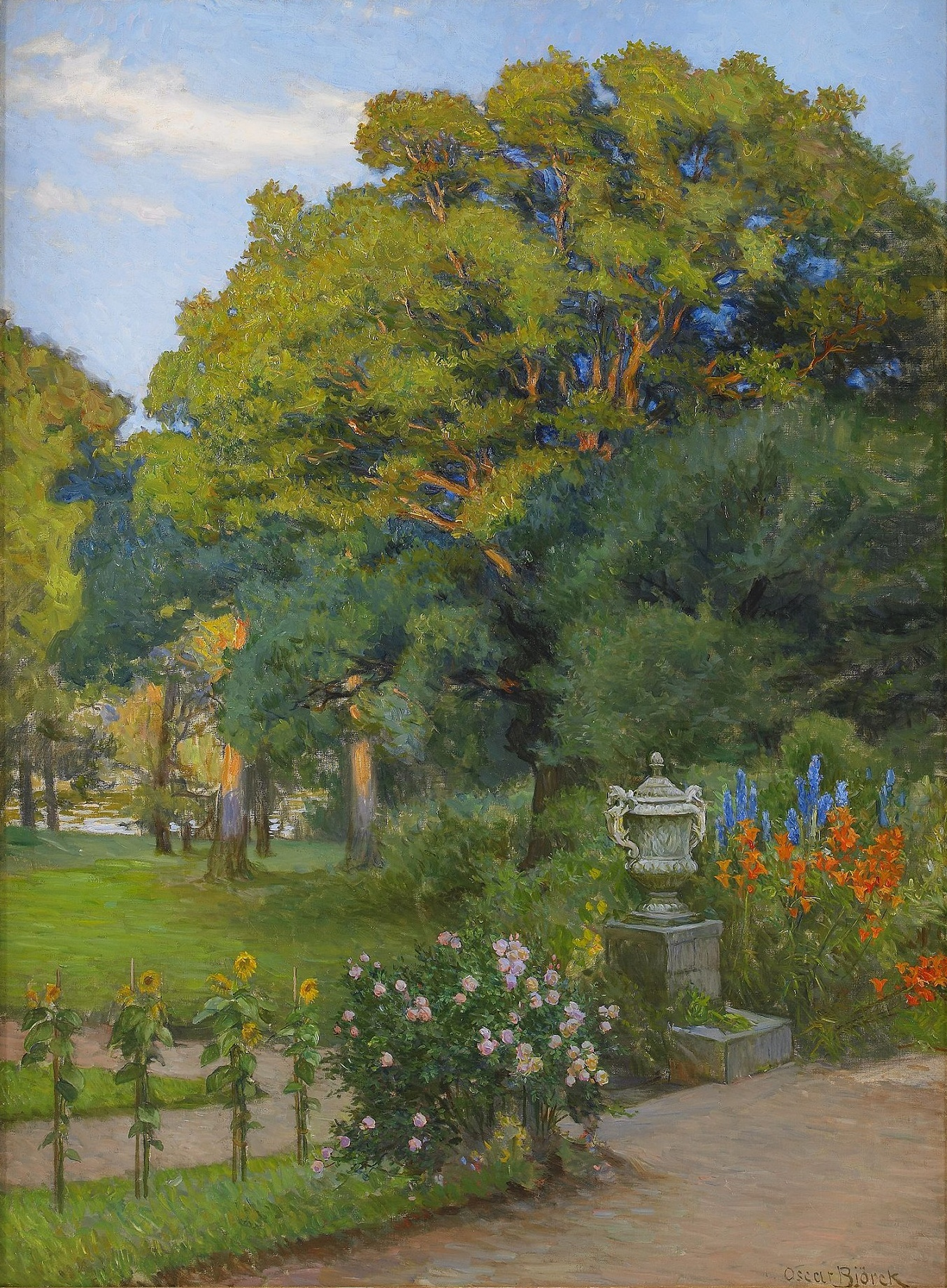
Paisaje del parque
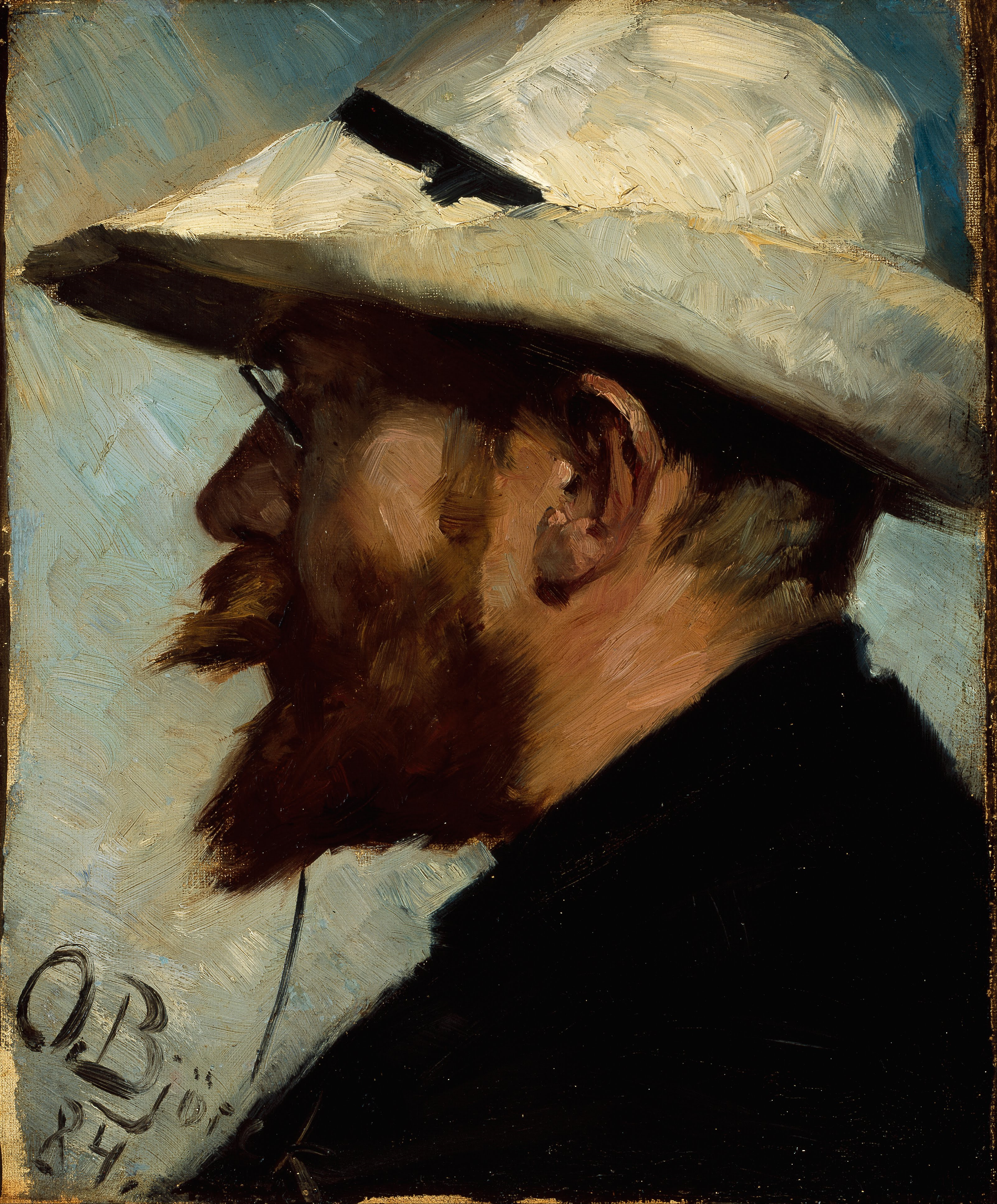
Retrato de  P.S. Krøyer